# Stylepit
Stylepit.com A/S, tidligere kendt som SmartGuy er en dansk-polsk nettøjbutik, med kontor i Danmark og lager i Polen.  
Selskabet blev etableret i år 2000 af Christian Bjerre Kusk, Poul Kusk, Jens Dalsgaard og Nicolai Kærgaard. I 2012 børsnoteres selskabet på Nasdaq OMX Copenhagen under det oprindelige navn SmartGuy. I forbindelse med børsnoteringen indtrådte Bestseller koncernen i ejerkredsen med en minoritetspost. Selskabets lager- og fotoproduktion blev i 2013 udflyttet til Polen. Selskabets navn blev i 2014 ændret til det nuværende Stylepit A/S i forbindelse med lancering af varemærket "Stylepit" på de nordiske markeder. I 2014 flyttede hovedkontoret fra Jyderup til København. I 2015 tiltrådte N.E. Nielsen som bestyrelsesformand i selskabet, og der blev gennemført en kapitaludvidelse.